# Shorea seminis
Espèce
Synonymes
- Isoptera seminis (de Vriese) Burkill[2]
- Shorea seminis Slooten[2]

Statut de conservation UICN

 LC  : Préoccupation mineure
Shorea seminis est une espèce de plantes du genre Shorea de la famille des Dipterocarpaceae.